# Nigel Barrie

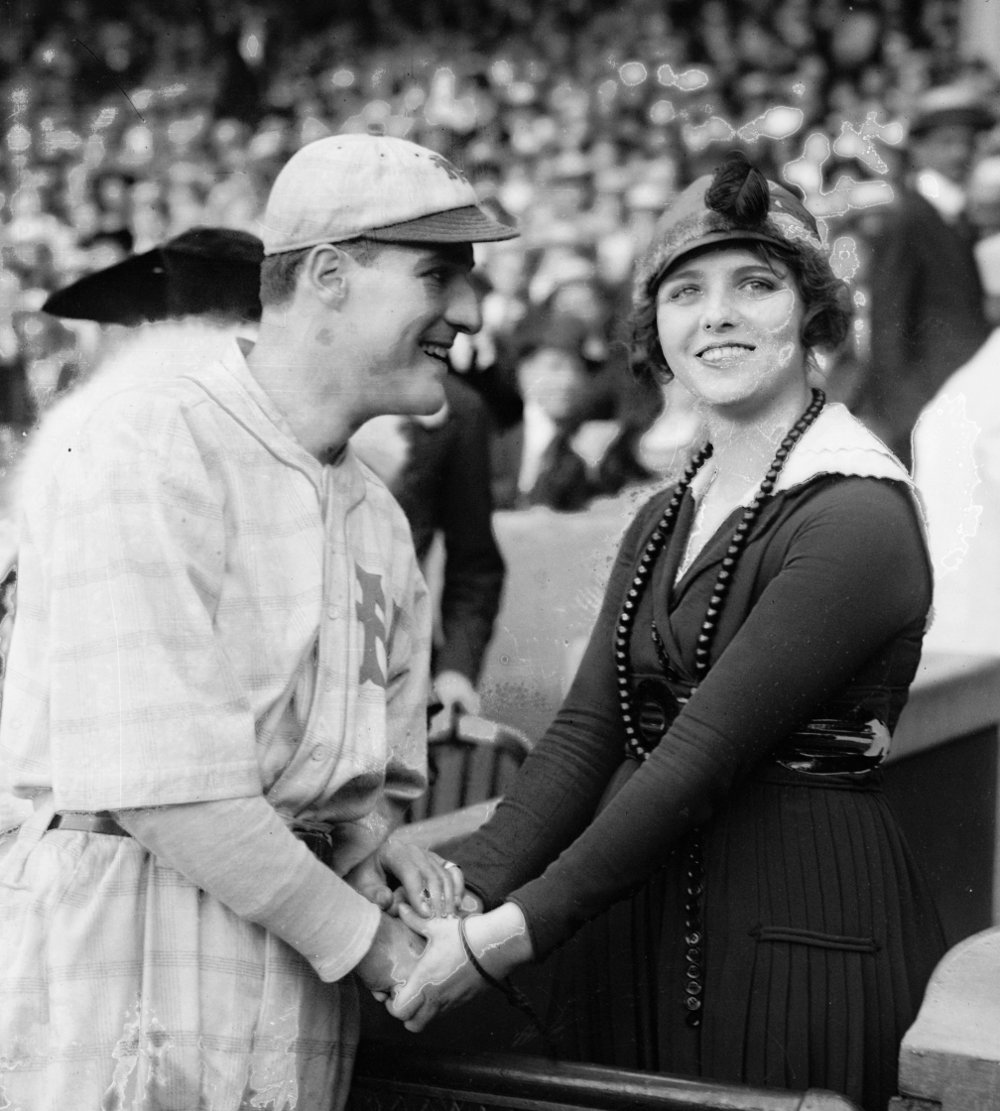
Nigel Barrie und Olive Thomas in Beatrice Fairfax (1916)

Nigel Barrie (* 5. Februar 1889 in Kalkutta, Britisch-Indien; † 8. Oktober 1971 in London, England) war ein britischstämmiger Schauspieler.

## Leben
Nigel Barrie wurde als Roynon Cholmondeley Nigel-Jones in Britisch-Indien geboren. Er begann seine berufliche Karriere als Bühnendarsteller und Tänzer, bevor er 1916 seine erste Filmrolle in Beatrice Fairfax spielte. Oft war er auf die Nebenrolle des Bösewichts festgelegt.
Barrie war von 1919 bis 1925 mit Helen Lee und ab 1925 mit Gertrude Poklington verheiratet.
1924/25 spielte der Schauspieler auch in einigen deutschen Stummfilmen mit. Nach dem Ende der Stummfilmära spielte nur noch im Vereinigten Königreich. Sein letzter Film war 1938 Anything to Declare?.

## Filmografie
| - 1916: Beatrice Fairfax (Episode 4 und 10) - 1917: Patria - 1917: Bab’s Burglar - 1917: Bab’s Matinee Idol - 1918: The Marionettes - 1919: Diane of the Green Van - 1919: When My Ship Comes In - 1919: Josselyn’s Wife - 1919: Tangled Threads - 1919: The Better Wife - 1919: Widow by Proxy - 1919: The Cinema Murder - 1920: Their Mutual Child - 1920: The Turning Point - 1920: The Honey Bee - 1920: Notorious Miss Lisle - 1920: The Girl in the Web - 1920: A Slave of Vanity - 1921: The Fast Freight - 1921: The Little Fool - 1921: Charge It - 1921: A Prince There Was - 1921: The Little Minister - 1922: Heroes and Husbands - 1922: East Is West - 1922: White Shoulders - 1922: Peg o’ My Heart - 1922: The Strangers’ Banquet | - 1923: Fires of Fate - 1923: The Bolted Door - 1923: Lights of London - 1924: Claude Duval - 1924: The Desert Sheik - 1924: Komödie des Herzens - 1924: Der Turm des Schweigens - 1925: Blitzzug der Liebe - 1925: Mutiny - 1925: Hogan’s Alley - 1925: Steel Preferred - 1926: The Traffic Cop - 1926: The Love Thief - 1926: The Amateur Gentleman - 1926: Sunshine of Paradise Alley - 1927: Home Struck - 1927: Husband Hunters - 1927: The Climbers - 1927: Der einsame Adler (The Lone Eagle) - 1927: The Shield of Honor - 1928: The Forger - 1928: The Ringer - 1928: Cocktails - 1929: Under the Greenwood Tree - 1931: Old Soldiers Never Die - 1931: Dreyfus - 1937: Passenger to London - 1938: Anything to Declare? |